# Terence Stamp
Terence Henry Stamp (Londres, 22 de julho de 1938 – 17 de agosto de 2025) foi um ator inglês, conhecido pelos sofisticados papéis de vilão, premiado nos festivais de Cannes e Berlim e no Globo de Ouro, bem como indicações aos Oscar e dois prêmios BAFTA.
Um ícone sexual da década de 1960, namorou estrelas famosas tais como Julie Christie e Brigitte Bardot, além da modelo Jean Shrimpton. Foi escolhido pela revista Empire como uma das 100 estrelas mais sexys da história do cinema (# 59, 1995).

## Biografia
Stamp nasceu em Bow, Londres, em 22 de julho de 1938. Seus pais, Thomas e Ethel, tiveram cinco filhos no total, dos quais Terence era o mais velho. Seus primeiros anos ele passou no Canal Road Bow, no extremo leste de Londres, mas mais tarde em sua infância a família se mudou para Plaistow, West Ham, em Londres. Seu irmão, Chris Stamp, é um creditado empresário de rock 'n roll, que ajudou a trazer a banda The Who à proeminência durante a década de 1960. Ele cresceu idolatrando o ator Gary Cooper depois que sua mãe o levou para ver o filme Beau Geste com 3 anos de idade.
Ao terminar a escola Stamp trabalhou em uma variedade de agências de publicidade em Londres, conseguindo trabalhos pelo caminho até conseguir um bom salário. No meio da década de 1950, ele também trabalhou por um tempo como assistente do golfista profissional Reg Knight na Wanstead Golf Club em East London, descrevendo esse período de sua vida de forma muito positiva em sua autobiografia (Stamp, 1987). No fundo, ele queria ser um ator — a percepção veio quando se encontrou numa situação em que não tinha mais para servir a dois anos de serviço nacional após ter sido rejeitado por uma vez ter tido tratamento para seus pés.

## Carreira

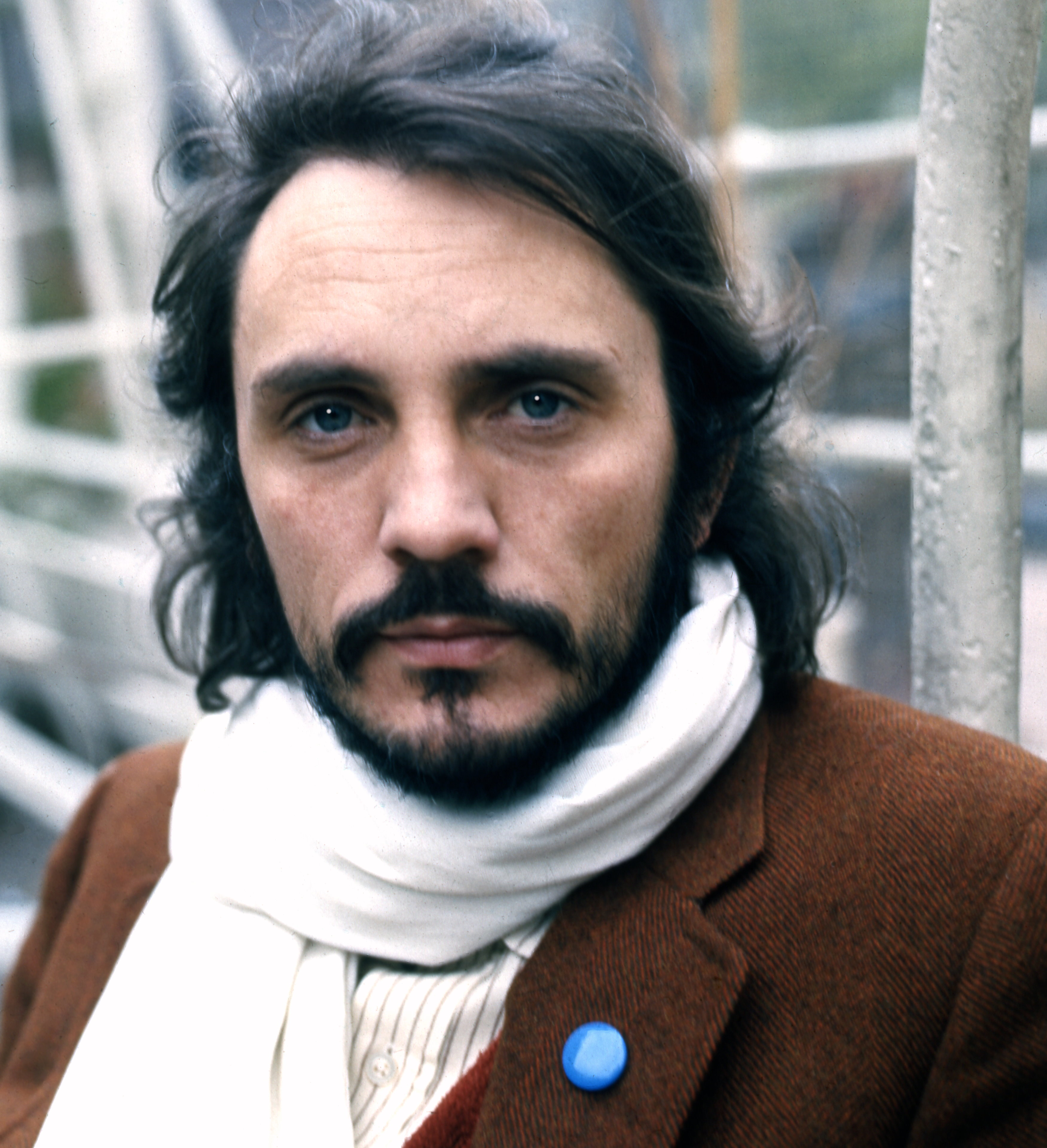
Stamp em 1973

O filme de estreia de Stamp foi Term of Trial (1962), no qual atuou com Laurence Olivier. Pouco tempo depois foi um dos protagonistas no filme seguinte, uma adaptação dirigida por Peter Ustinov de uma história de Herman Melville, Billy Budd (1962). Sua interpretação do personagem título causou boa impressão e foi indicado ao Oscar, consolidando sua carreira de ator cinematográfico.
Vários grandes diretores trabalharam com Stamp: William Wyler em The Collector (1965) (filme que de fato projetou o ator) e Joseph Losey em Modesty Blaise (1966), por exemplo. Este último filme foi produzido por Joe Janni, com quem o ator viria a participar de mais dois projetos: a adaptação de John Schlesinger de Far From The Madding Crowd (1967), com Julie Christie; e o primeiro filme para o cinema de Ken Loach Poor Cow (1967). Ele foi cogitado para estrelar Alfie (1966) mas preferiu filmar Scraps the Rabbit (1966).
Stamp então foi para a Itália e trabalhou com Federico Fellini num dos segmentos de uma obra de 1968 inspirada em Edgar Allan Poe. Stamp morou naquele país por muitos anos e colaborou também com Pier Paolo Pasolini em Teorema (1968), e com Nelo Risi em Una Stagione all'inferno (1971). Depois da namorada, a supermodelo Jean Shrimpton, ter lhe deixado, Stamp viajou para Índia e por lá permaneceu por vários anos para estudo e meditação. Voltou ao trabalho de ator na segunda metade dos anos de 1970 e se destacou no papel do vilão General Zod no filme Superman (1978), o qual também reprisou em Superman II (1980). Em 1984 apareceu no papel que muitos consideram o seu melhor desempenho, no filme de Stephen Frears The Hit (1984). Participou de Wall Street e Young Guns, depois alguns papéis menores mas chamativos como o da transexual Bernadette em As aventuras de Priscilla, a Rainha do Deserto (1994), lhe mantiveram em evidência. Seu papel de gângster vingativo em The Limey (1999) foi criado especialmente para ele pelo diretor. No mesmo ano participou do clássico de George Lucas Star Wars Episode I: The Phantom Menace , onde interpretou o papel do Chanceler Supremo Finis Valorum, antes de Palpatine assumir sua posição. Fez a voz de Jor-El na série Smallville, e alguns filmes como Elektra, My Boss's Daughter, Get Smart, Yes Man, onde interpretou o mentor de Jim Carrey, Valkyrie, e Os Agentes do Destino.

### Morte
O ator faleceu em 17 de agosto de 2025 aos 87 anos, a causa da morte não foi divulgada.

## Cônjuge
Na véspera de Ano Novo de 2002, com 64 anos de idade, Stamp casou-se pela primeira vez. Sua noiva de 29 anos de idade foi Elizabeth O'Rourke, a quem conheceu em meados da década de 1990 em uma farmácia em Bondi, Nova Gales do Sul, Austrália.
Sua esposa foi criada em Singapura antes de se mudar para a Austrália aos 20 anos de idade para estudar farmacologia. O casal se divorciou em razão de seu "comportamento irracional" em abril de 2008.

## Filmografia
- Miss Peregrine's Home for Peculiar Children (2016)
- The Art of the Steal (2013)
- Song for Marion (2012)
- The Adjustment Bureau (2011)[1]
- Ultramarines:The Movie (2010)
- Valkyrie (2008)[1]
- Yes Man (2008)
- Wanted (2008)
- Get Smart (2008)[3]
- Superman II: The Richard Donner Cut (2006)
- September Dawn (2006)
- These Foolish Things (2005)
- Elektra (2005)[3]
- The Haunted Mansion (2003)
- The Kiss (2003)
- My Boss's Daughter (2003)
- Smallville (2002) TV
- Full Frontal (2002)
- Revelation (2001)
- Red Planet (2000)
- Bowfinger (1999)
- Star Wars Episode I: The Phantom Menace (1999)[3]
- The Limey (1999)
- The Hunger (1997) TV
- Bliss (1997)
- The Adventures of Priscilla, Queen of the Desert (1994)[1]
- The Real McCoy (1993)
- Beltenebros (1993)
- Alien Nation (1988)
- Young Guns (1988)
- Wall Street (1987)
- Link (1986)
- Hud (1986)
- The Company of Wolves (1984) (sem créditos)
- Superman II (1980)[1]
- Meetings with Remarkable Men (1979)
- Superman: The Movie (1978)[1]
- The Thief of Baghdad (1978) (TV)
- Striptease (1976)
- The Mind of Mr. Soames (1970)
- Blue (1968)
- Teorema (1968)
- Far From The Madding Crowd (1967)[1]
- Poor Cow (1967)
- Modesty Blaise (1966)
- The Collector (1965)
- Billy Budd (1962)
- Term of Trial (1962)

## Prêmios e indicações
Oscar
- Recebeu uma indicação ao Óscar de melhor ator coadjuvante por Billy Budd (1962).[2]

Australian Film Institute
- Recebeu uma indicação na categoria de melhor ator por Priscilla, a Rainha do Deserto (1994).

BAFTA
- Recebeu uma indicação de prêmio BAFTA de melhor ator novato por Billy Budd (1962).
- Recebeu uma indicação de prêmio BAFTA de melhor ator por Priscilla, a Rainha do Deserto (1994).[3]

Festival de Berlim
- Vencedor do Urso de Prata na categoria melhor ator por Beltenebros em 1991.[3]

Festival de Cannes
- Ganhou o prémio de melhor ator, no Festival de Cannes, por O Colecionador (1965).[2]

Globo de Ouro
- Ganhou o Globo de Ouro de melhor ator revelação por Billy Budd (1962).[6]
- Recebeu uma indicação ao Globo de Ouro de melhor ator em comédia ou musical por Priscilla, a Rainha do Deserto (1994).[3]

Independent Spirit Award
- Recebeu uma indicação ao Independent Spirit Award de melhor ator por O Estranho (1999).

Satellite Awards
- Ganhou o Satellite Award de melhor ator em filme de drama por O Estranho (1999).